# Lago Manzala
El lago Manzala (también Manzaleh o Manzalah) (en árabe: بحيرة المنزلة‎) es un lago salobre, a veces considerado también una laguna o lagoon, en el noreste de Egipto, en el delta del Nilo, cerca de Port Said y a pocos kilómetros de las ruinas de Tanis. Es el más grande de los lagos deltaicos septentrionales de Egipto. En 2008, tenía 47 kilómetros de largo y 30 km de ancho, con una superficie de 1.250 km² (llegó a tener 1.800 km²).

## Geografía
El lago Manzala es alargado y muy poco profundo. Aunque la profundidad en las partes inalteradas del lago sólo tiene de 1,2 a 1,8 m, se profundizó longitudinalmente a su través durante la construcción del canal de Suez que se extiende a lo largo del lago unos 46 km. Su lecho es de arcilla blanda. Antes de la construcción del canal de Suez, el lago Manzala estaba separado del mar Mediterráneo por una franja de arena de 200 a 300 m de ancho.
Port Said fue creado junto al lago Manzala durante el siglo XIX para apoyar la construcción del canal y los viajes a su través. La ubicación del lago directamente al sur del aeropuerto de Port Said restringe el crecimiento urbano de la ciudad.

## Canal de Suez
El lago Manzala es el más septentrional de los tres lagos naturales que atraviesa el canal de Suez, siendo los otros dos el lago Timsah y el Gran Lago Amargo. La construcción del canal procedió de norte a sur, alcanzando primero el lago Manzala. Debido a la poca profundidad del lago, fue necesario excavar un canal peraltado para que los buques pudiesen pasar. 

## Ecología

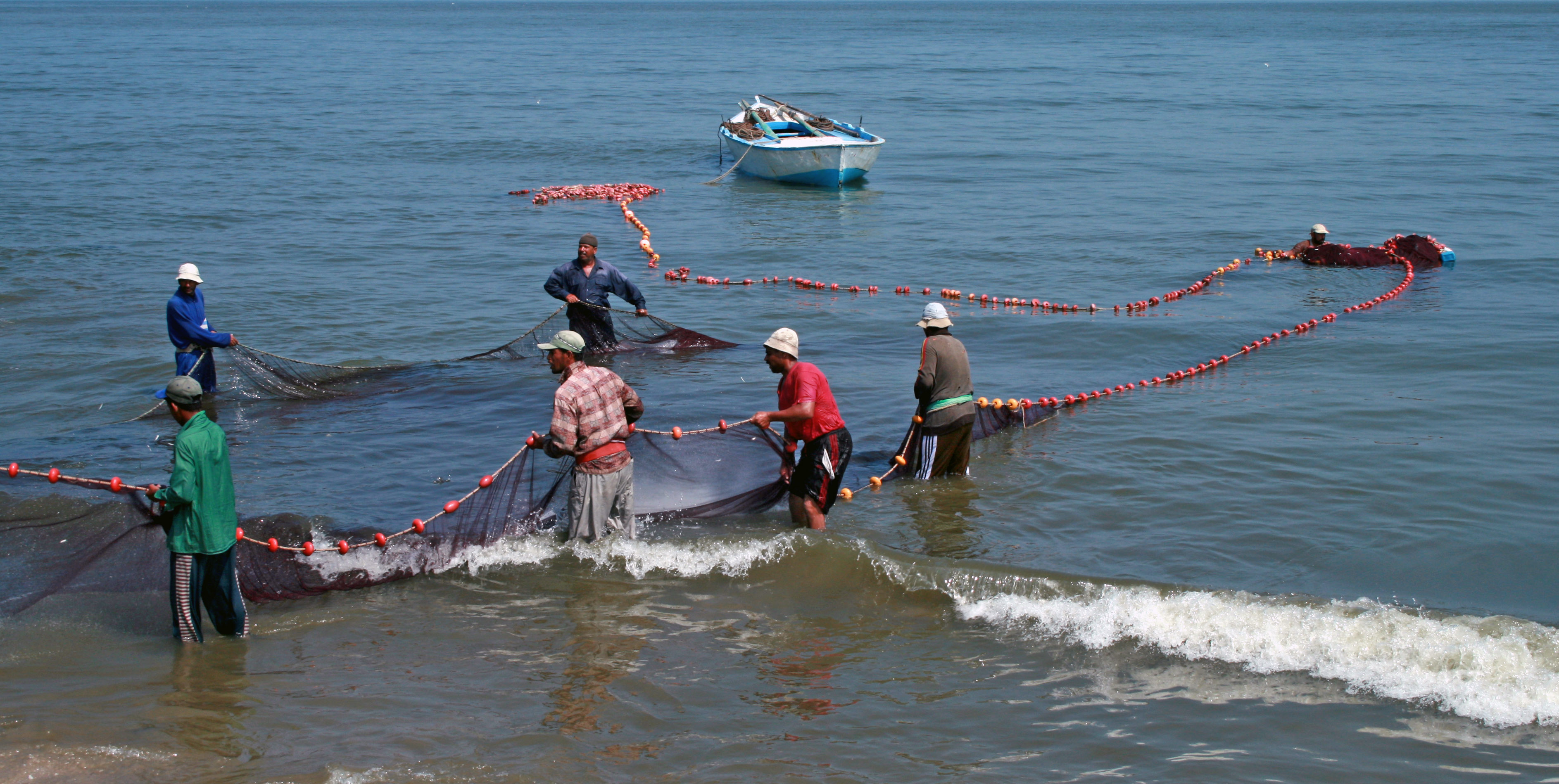
Pescadores

El lago Manzala sirvió como importante fuente de pescado de bajo costo para el consumo humano en Egipto, pero la contaminación y el drenaje del lago han reducido su productividad. En 1985, la pesca en el lago se daba en un área abierta de 89.000 hectáreas, con aproximadamente 17.000 trabajadores. El Gobierno de Egipto ha drenado partes sustanciales del lago en un esfuerzo por convertir los ricos depósitos del Nilo en tierras de cultivo. El proyecto fue inútil: los cultivos no crecen bien en los suelos salinos y el valor del producto resultante era inferior al valor anterior de mercado de la pesca. En 2001, el lago Manzala había perdido aproximadamente el 80% de su antigua zona por efecto del drenaje.